# Kalofereska planina
Kalofereska planina (bulgariska: Калофереска планина) är en bergskedja i Bulgarien.   Den ligger i regionen Stara Zagora, i den centrala delen av landet, 140 km öster om huvudstaden Sofia.
I omgivningarna runt Kalofereska planina växer i huvudsak lövfällande lövskog. Runt Kalofereska planina är det ganska glesbefolkat, med 31 invånare per kvadratkilometer.